# Новая Каменка (Донецкая область)
Но́вая Ка́менка (укр. Нова Кам'янка) — село в Бахмутской городской общине Бахмутского района Донецкой области Украины.
Код КОАТУУ — 1420987503. Население по переписи 2001 года составляет 14 человек. Почтовый индекс — 84561. Телефонный код — 6274.